# 納沙泰爾鎮區 (堪薩斯州尼馬哈縣)
納沙泰爾鎮區（英語：Neuchatel Township）為美國堪薩斯州尼馬哈縣轄下的鎮區。2010年美国人口普查中此鎮區人口有105人。

## 地理
納沙泰爾鎮區涵蓋總面積為93.6平方（36.15平方英里），其中陸地面積為93.3平方（36.03平方英里），水域面積為0.31平方（0.12平方英里）或0.33%。海拔高度385（1,263英尺）。

## 人口統計
根據2010年美國人口普查，納沙泰爾鎮區人口有105人，其中男性有59人，女性有46人，人口密度為每平方公里1.12人，住房計51戶。鎮區內的白人有102人，非裔美國人有0人，美洲原住民有0人，亞裔美國人有0人，太平洋島裔美國人有0人，其他種族有0人，混血種族則有3人。此外鎮區內有0人為西班牙裔或拉丁裔美國人。此鎮區之年齡中位數為47.2歲，而男性年齡中位數為45.3歲，女性年齡中位數為49.3歲。